# Kaboom!
Kaboom! je akční videohra z roku 1981, kterou vydala společnost Activision na herní konzoli Atari 2600. Námětem hry je chytání bomb házených útočníkem. Útočník se pohybuje po zdi doleva a doprava a vypouští bomby. Ty musí hráč zachytit pomocí vaničky.

## Verze hry pro Sinclair ZX Spectrum
Hra existuje také ve verzi pro počítače Sinclair ZX Spectrum a kompatibilní (například Didaktik). Jejím autorem je František Fuka, který ji vytvořil v roce 1986. Vydavatelem této verze byla společnost Proxima – Software, hra byla vydána v roce 1992 jako součást souboru her Fuxoft uvádí.